# Parvattus zhui
Genre
Espèce
Parvattus zhui, unique représentant du genre Parvattus, est une espèce d'araignées aranéomorphes de la famille des Salticidae.

## Distribution
Cette espèce est endémique du Guangxi en Chine,. Elle se rencontre dans le  xian de Ningming.

## Description
La carapace du mâle holotype mesure 1,3 mm de long et l'abdomen 1,0 mm.

## Systématique et taxinomie
Cette espèce a été décrite par Zhang et Maddison en 2012. Elle est placée dans le genre Chalcovietnamicus par Logunov en 2020 puis dans le genre Parvattus par Yu, Hoang, Maddison et Zhang en 2023.
Ce genre a été décrit par Zhang et Maddison en 2012 dans les Salticidae. Il est placé en synonymie avec Chalcovietnamicus par Logunov en 2020. Il est relevé de synonymie par Yu, Hoang, Maddison et Zhang en 2023.

## Étymologie
Cette espèce est nommée en l'honneur de Ming-sheng Zhu.

## Publication originale
- Zhang & Maddison, 2012 : « New euophryine jumping spiders from Papua New Guinea (Araneae: Salticidae: Euophryinae). » Zootaxa, no 3491, p. 1-74.